# Rajd Rzeszowski 2007

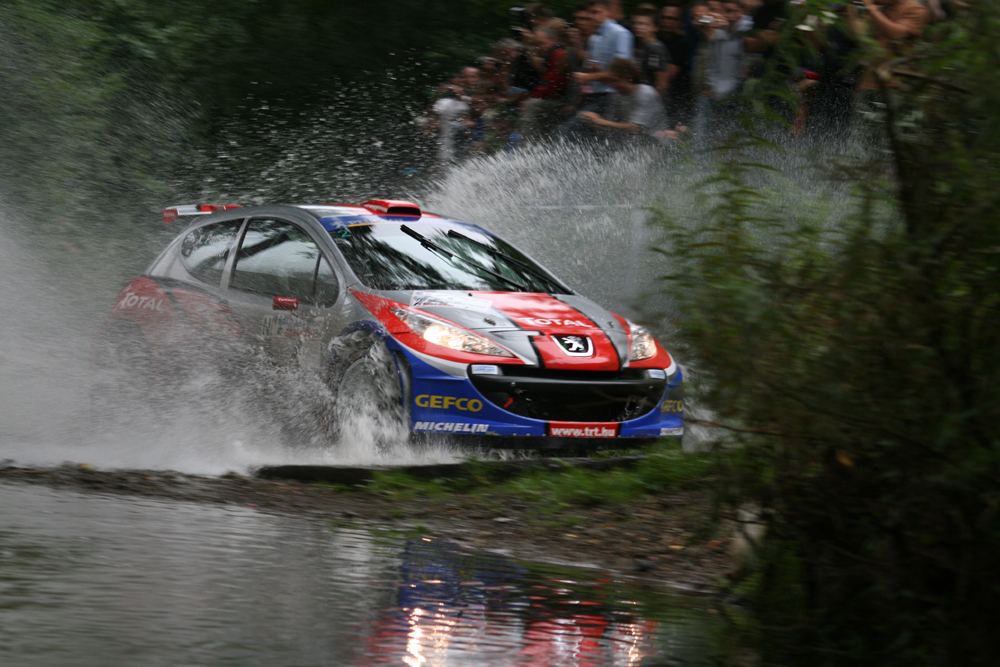
Bryan Bouffier podczas Rajdu Rzeszowskiego 2007

Rajd Rzeszowski 2007 – 3. edycja Rajdu Rzeszowskiego. Był to rajd samochodowy rozgrywany od 10 do 11 sierpnia 2007 roku. Była to szósta runda Rajdowych Samochodowych Mistrzostw Polski w roku 2007. Rajd składał się z czternastu odcinków specjalnych.

## Wyniki końcowe rajdu[1]
| Miejsce | Kierowca             | Pilot              | Samochód                       | Czas      | Strata  | Grupa Klasa |
| ------- | -------------------- | ------------------ | ------------------------------ | --------- | ------- | ----------- |
| 1       | Bryan Bouffier       | Xavier Panseri     | Peugeot 207 S2000              | 1:50:51.2 | -       | S2000       |
| 2       | Sebastian Frycz      | Jacek Rathe        | Subaru Impreza STi N12         | 1:53:04.9 | +2:13.7 | N4          |
| 3       | Michał Bębenek       | Grzegorz Bębenek   | Mitsubishi Lancer Evo IX       | 1:53:20.3 | +2:29.1 | N4          |
| 4       | Kajetan Kajetanowicz | Maciej Wisławski   | Mitsubishi Lancer Evo IX       | 1:53:34.0 | +2:42.8 | N4          |
| 5       | Michał Sołowow       | Maciej Baran       | Fiat Grande Punto Abarth S2000 | 1:53:42.3 | +2:51.1 | S2000       |
| 6       | Paweł Dytko          | Tomasz Dytko       | Mitsubishi Lancer Evo IX       | 1:54:13.6 | +3:22.4 | N4          |
| 7       | Zbigniew Gabryś      | Artur Natkaniec    | Mitsubishi Lancer Evo IX       | 1:54:24.1 | +3:32.9 | N4          |
| 8       | Maciej Lubiak        | Przemysław Mazur   | Fiat Grande Punto Abarth S2000 | 1:56:20.7 | +5:29.5 | S2000       |
| 9       | Mariusz Stec         | Zbigniew Gruszka   | Mitsubishi Lancer Evo IX       | 1:57:32.1 | +6:40.9 | N4          |
| 10      | Maciej Oleksowicz    | Andrzej Obrębowski | Subaru Impreza STi N12         | 1:59:50.1 | +8:58.9 | N4          |